# Лимонта (Леко)
Лимонта је насеље у Италији у округу Леко, региону Ломбардија.
Према процени из 2011. у насељу је живело 362 становника. Насеље се налази на надморској висини од 232 м.